# Polyphème (Gérôme)
Pour les articles homonymes, voir Polyphème (homonymie).
Polyphème est l'un des derniers tableaux du peintre français Jean-Léon Gérôme. C’est une peinture à l'huile sur toile de 61 × 100 cm réalisée en 1902, et représentant le cyclope Polyphème lançant un rocher en direction de la galère d’Ulysse. Elle fait partie d’une collection particulière. Il existe aussi un dessin préparatoire dans une collection privée.
La scène mythologique choisie pour ce tableau est celle où Ulysse échappe à Polyphème ; une fois à bord de son bateau, il crie au cyclope sa véritable identité et se moque de lui. De colère, Polyphème lance des rochers en direction de la galère d’Ulysse. Malgré sa cécité, un premier rocher tombe près du bateau, alors que le cyclope s’apprête déjà à en envoyer un second. 
La toile est signée en bas à gauche : J.L.GEROME.

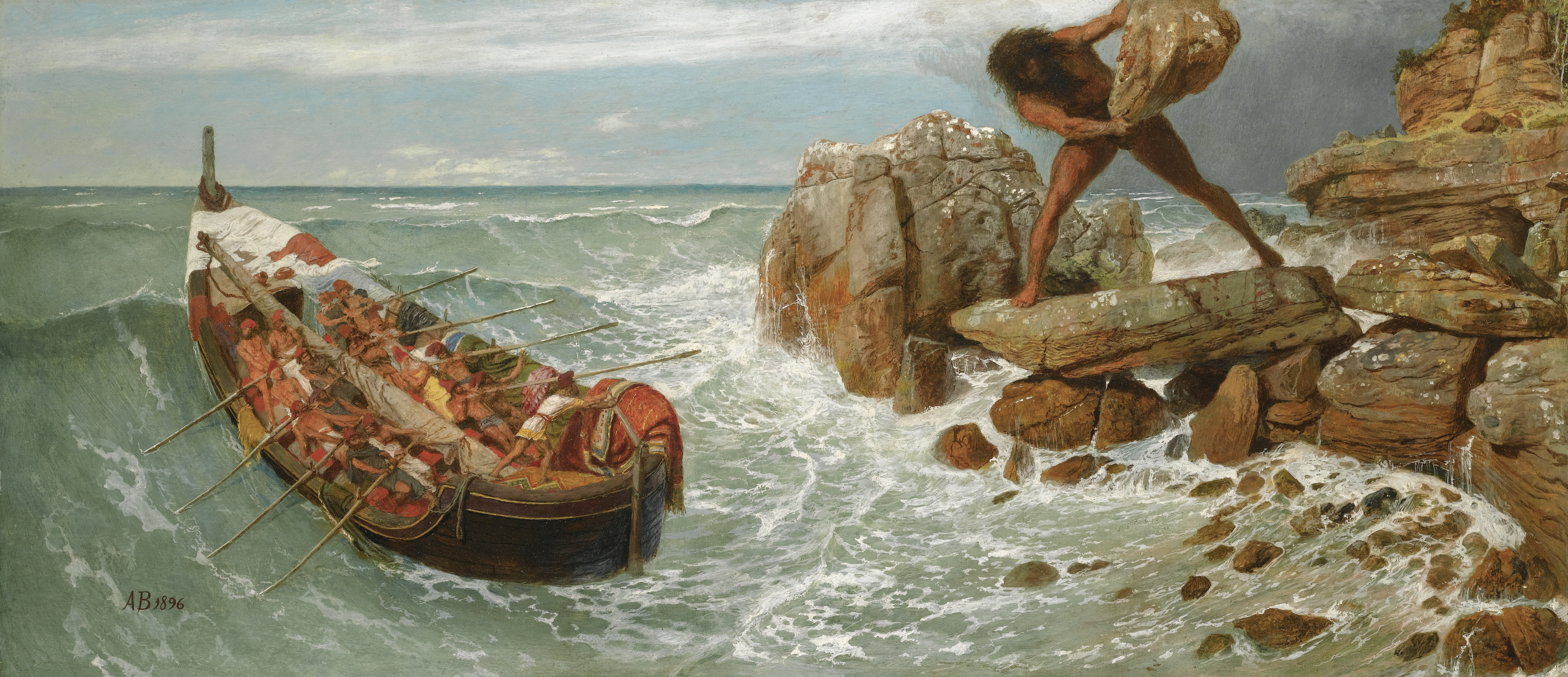
Ulysse et Polyphème par Arnold Böcklin.